# نهر دالي (بوزي)
نهر دالي (بالفارسية: نهردلی) هي منطقة سكنية تقع في إيران في قسم بوزي الريفي. يقدر عدد سكانها بـ 621 نسمة بحسب إحصاء 2016.